# NGC 4700
NGC 4700 est une petite galaxie spirale barrée vue par la tranche et située dans la constellation de la Vierge. Sa vitesse par rapport au fond diffus cosmologique est de 1 747 ± 24 km/s, ce qui correspond à une distance de Hubble de 25,77 ± 1,84 Mpc (∼84,1 millions d'al). NGC 4700 a été découverte par l'astronome germano-britannique William Herschel en 1786.

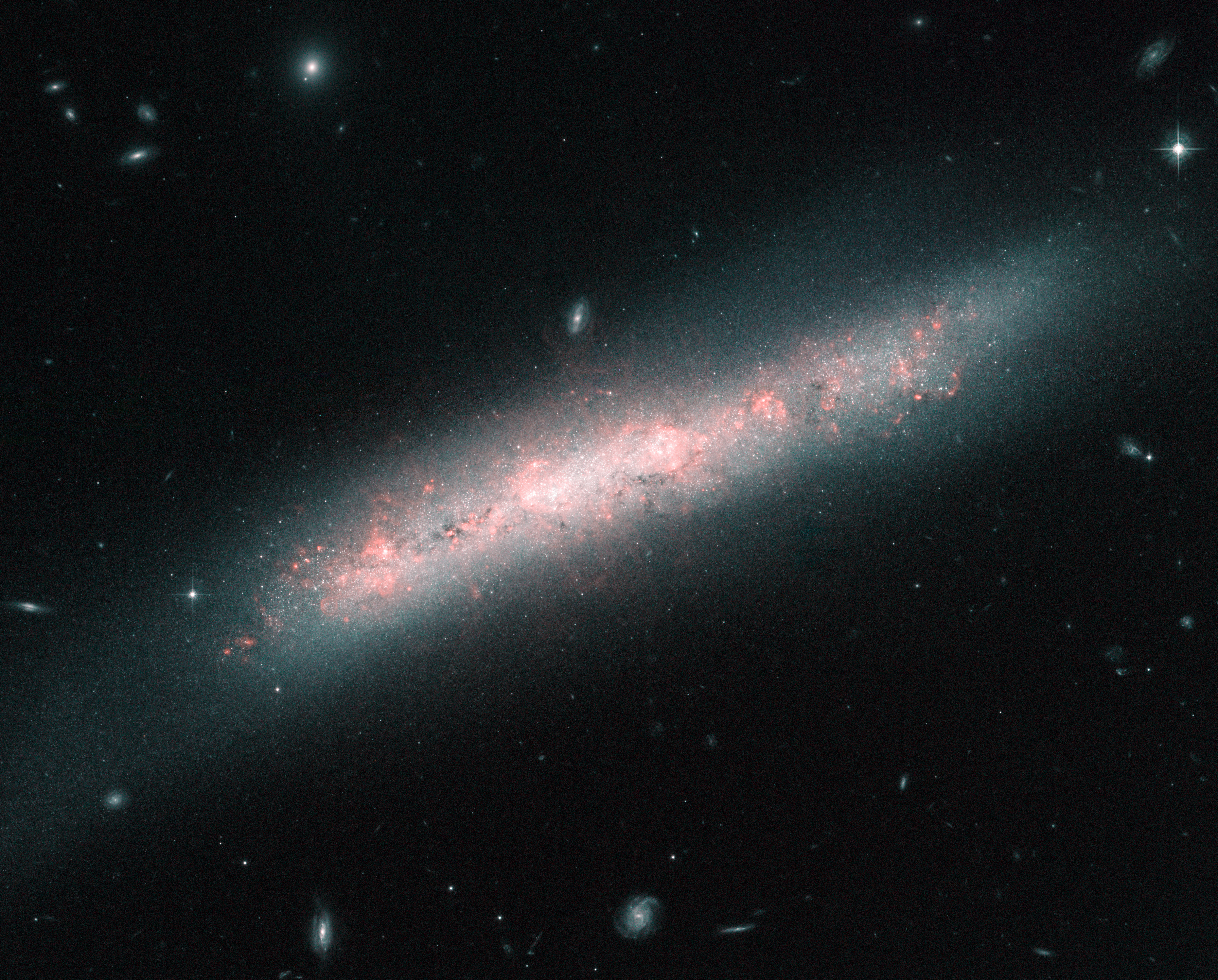
NGC 4700 par le télescope spatial Hubble.

La classe de luminosité de NGC 4700 est III et elle présente une large raie HI. Elle renferme également des régions d'hydrogène ionisé. C'est aussi une galaxie active de type Seyfert 2.
À ce jour, huit mesures non basées sur le décalage vers le rouge (redshift) donnent une distance de 8,839 ± 6,183 Mpc (∼28,8 millions d'al), ce qui est nettement à l'extérieur des valeurs de la distance de Hubble. Cependant, cette galaxie est relativement rapprochée du Groupe local. On obtient souvent des distances assez différentes pour les galaxies rapprochées en se basant sur le décalage en raison du mouvement propre de ces galaxies dans le groupe où l'amas où elles sont situées. Cette valeur est peut-être plus près de la distance réelle de cette galaxie. Notons que c'est avec la valeur moyenne des mesures indépendantes, lorsqu'elles existent, que la base de données NASA/IPAC calcule le diamètre d'une galaxie.

## Groupe de NGC 4699
NGC 4700 fait partie du groupe de NGC 4699 qui compte au moins 15 galaxies. Les autres galaxies du New General Catalogue sont NGC 4699, NGC 4722, NGC 4742, NGC 4781, NGC 4790, NGC 4804 (NGC 4802 dans l'article) et NGC 4818.
Le groupe de NGC 4699 fait partie de l'amas de la Vierge II, un amas situé à la frontière sud de l'amas de la Vierge. Cet amas fait partie du superamas de la Vierge.
Comme plusieurs galaxies de l'amas de la Vierge II, certaines galaxies du groupe de NGC 4699 présentent des distances de Hubble fort différentes des distances obtenues par des méthodes indépendantes du décalage vers le rouge. Sauf pour NGC 4722, les distances indépendantes sont toutes inférieures aux distances de Hubble. La distance moyenne des galaxies présentant trois mesures ou plus par des méthodes indépendantes du décalage est de 16,2 ± 5,4 Mpc (∼52,8 millions d'al) et la moyenne des distances de Hubble est de 23,8 ± 2,8 Mpc (∼77,6 millions d'al). Ce groupe semble donc s'éloigner de la Voie lactée à une vitesse supérieure à celle que lui procurerait l'expansion de l'Univers.